# Portaje
Portaje es un municipio español, en la provincia de Cáceres, Comunidad Autónoma de Extremadura.

## Geografía física
Pertenece a la Mancomunidad de la Rivera de Fresnedosa. Su clima es Mediterráneo y su temperatura media es de 16,5 °C . Por su término municipal pasa la rivera de Fresnedosa y construido el embalse de Portaje con un área de 320 ha donde invernan aves como la cigüeña blanca y negra, águila imperial, gaviotas, águila pescadora, silbón europeo, también especies acuáticas como blak-bass, la tenca, la carpa...
El término municipal de Portaje limita con:
- Coria al norte.
- Torrejoncillo al este.
- Portezuelo al sureste.
- Acehúche al suroeste.
- Pescueza al oeste.
- Casillas de Coria al noroeste.

## Historia
En su término existió en tiempos medievales una población llamada El Casal de Martín Yáñez.
A la caída del Antiguo Régimen la localidad se constituye en municipio constitucional en la región de Extremadura, partido judicial de Coria, conocido entonces como Portage, que en el censo de 1842 contaba con 220 hogares y 1095 vecinos.

## Demografía
Portaje cuenta con una población de 380 habitantes (INE 2024).
| Gráfica de evolución demográfica de Portaje entre 1842 y 2021                                                                                                 |
| |
| Población de derecho según los censos de población del INE Población de hecho según los censos de población del INEEn este censo se denominaba Portage: 1842. |

## Transportes
Por Portaje pasan o se inician las siguientes carreteras:
| Carretera                         | Lugar de entrada al pueblo | Lugares a los que va                                                    |
| --------------------------------- | -------------------------- | ----------------------------------------------------------------------- |
| CC-49 Carretera de Ceclavín       | Suroeste de la localidad   | Lleva a Ceclavín, con una salida secundaria a Cachorrilla y Pescueza.   |
| CC-49 Carretera de Ciudad Rodrigo | Noreste de la localidad    | Lleva a la EX-109, desde la cual se puede ir a Torrejoncillo o a Coria. |

## Patrimonio

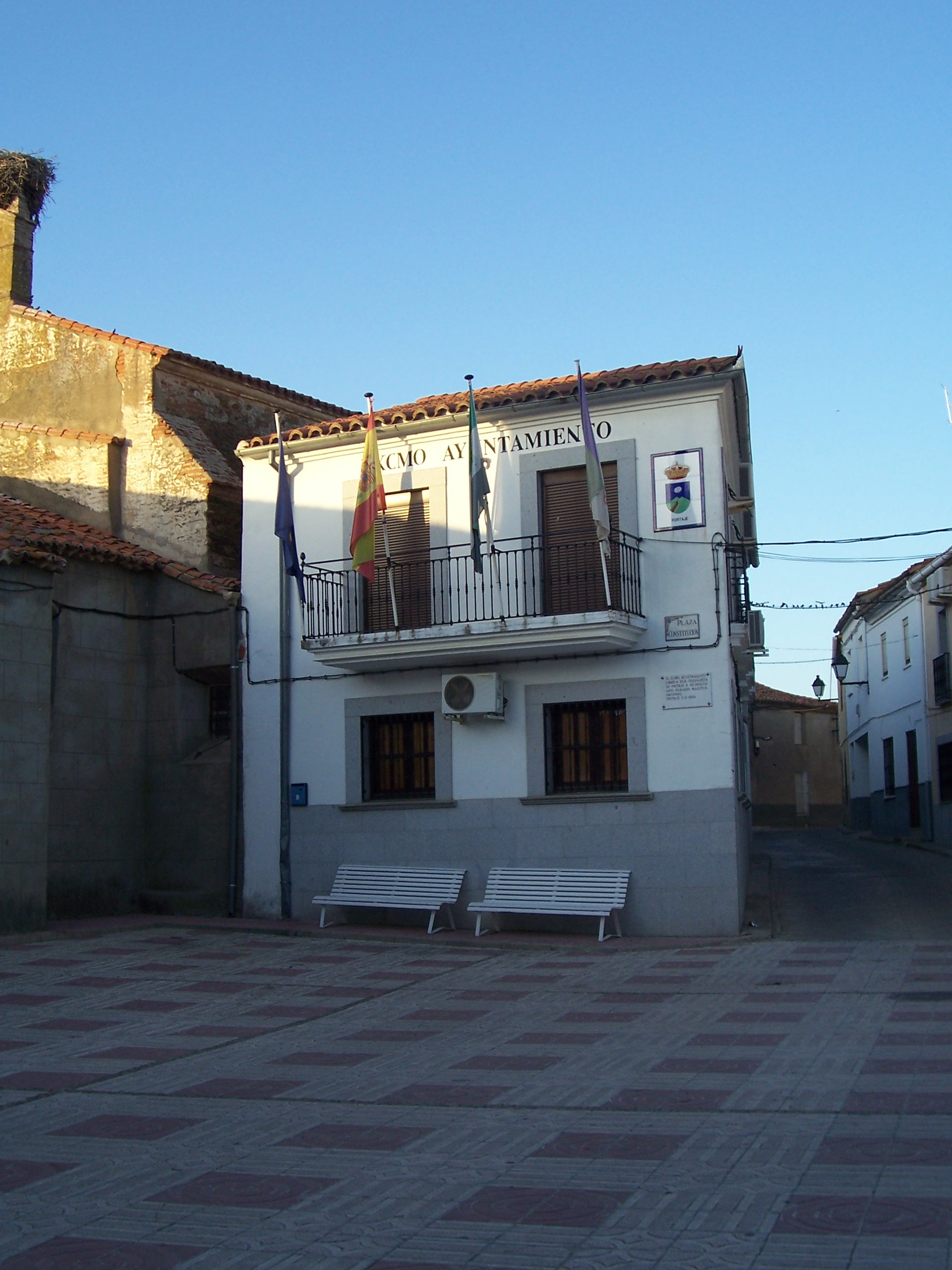
Casa consistorial de Portaje.

Portaje tiene los siguientes monumentos religiosos:
- Iglesia de San Miguel Arcángel, en la plaza Mayor. Es la iglesia parroquial de Portaje. De interés son sus pinturas, atribuidas a Juan de Ribera.
- Ermita del Cristo, al Sur del pueblo.
- Ermita de Nuestra Señora del Casar, en el centro del término municipal, junto al embalse de Portaje. Es la sede de la romería.

## Cultura
La romería se celebra el lunes siguiente al de Pascua en la ermita de la Virgen del Casar.
Portaje tiene varias Asociaciones culturales, de cazadores, de amas de casa, de padres y madres de alumnos, y culturales.
En Portaje se ha rodado una película titulada "Portaje 42 °C" que retrata el pueblo y sus habitantes a lo largo de un caluroso verano.